# Lighthouse Tower
Lighthouse Tower – wieżowiec budowany w Dubaju, w Zjednoczonych Emiratach Arabskich. Planowana wysokość wynosi 400 m, budynek ma posiadać 66 kondygnacji.